# FlyDamas
FlyDamas ist eine syrische Fluggesellschaft mit Sitz in Damaskus.

## Geschichte
FlyDamas wurde 2013 gegründet. Der Jungfernflug fand am 10. Dezember 2015 von Damaskus nach Qamischli statt.

## Flugziele
Die Fluggesellschaft fliegt nationale und kontinentale Ziele an.

## Flotte

### Aktuelle Flotte
Mit Stand September 2022 besteht die Flotte der FlyDamas aus einem Flugzeug mit einem Alter von 28,3 Jahren:
| Flugzeugtyp    | Anzahl | bestellt | Anmerkungen |
| -------------- | ------ | -------- | ----------- |
| Boeing 737-300 | 1      |          |             |
| Gesamt         | 1      | –        |             |

### Ehemalige Flugzeugtypen
- Boeing 737-400
- Boeing 737-500